# Saint-Pardoux-la-Rivière
Pour les articles homonymes, voir Saint-Pardoux et Rivière.
Saint-Pardoux-la-Rivière est une commune française située dans le département de la Dordogne, en région Nouvelle-Aquitaine.
De 1790 à 2015, la commune était le chef-lieu du canton de Saint-Pardoux-la-Rivière.
Elle est intégrée au parc naturel régional Périgord-Limousin.

## Géographie

### Généralités
Dans le nord du département de la Dordogne, à l'intérieur du parc naturel régional Périgord-Limousin, la commune de Saint-Pardoux-la-Rivière se trouve dans le Nontronnais. C'est une commune rurale qui fait partie de l'aire d'attraction de Nontron, zonage d’étude défini par l'Insee, qui a remplacé en 2020 l'aire urbaine de Nontron dont la commune ne faisait pas partie. Elle est traversée par la Dronne et arrosée par plusieurs de ses affluents.
À l'intersection des routes départementales (RD) 83, 83E1 et 707, le bourg est traversé par la Dronne. Il se situe, en distances orthodromiques, huit kilomètres au sud-est de Nontron et seize kilomètres au nord-ouest de Thiviers.
La commune est également desservie par la RD 83E2.
Sur l'ancien tracé de la ligne ferroviaire du Quéroy-Pranzac à Thiviers, une voie verte traverse le sud-est du territoire communal sur plus d'un kilomètre et demi. Elle sert désormais d'itinéraire à la « Flow Vélo », véloroute/voie verte V92 qui, sur près de 400 kilomètres, permet de relier Sarlat-la-Canéda et Île-d'Aix.

### Communes limitrophes
Saint-Pardoux-la-Rivière est limitrophe de sept autres communes. Au nord-ouest, Savignac-de-Nontron n'est limitrophe que sur environ 25 mètres.
| Savignac-de-Nontron, Nontron | Champs-Romain            | Saint-Saud-Lacoussière |
|                              | Saint-Pardoux-la-Rivière | Milhac-de-Nontron      |
| Sceau-Saint-Angel            | Saint-Front-la-Rivière   |                        |

### Géologie et relief

#### Géologie
Situé sur la plaque nord du Bassin aquitain et bordé à son extrémité nord-est par une frange du Massif central, le département de la Dordogne présente une grande diversité géologique. Les terrains sont disposés en profondeur en strates régulières, témoins d'une sédimentation sur cette ancienne plate-forme marine. Le département peut ainsi être découpé sur le plan géologique en quatre gradins différenciés selon leur âge géologique. Saint-Pardoux-la-Rivière est située dans le deuxième gradin à partir du nord-est, un plateau formé de roches calcaires très dures du Jurassique que la mer a déposées par sédimentation chimique carbonatée, en bancs épais et massifs.
Les couches affleurantes sur le territoire communal sont constituées de formations superficielles du Quaternaire, de roches sédimentaires  datant pour certaines du Cénozoïque, et pour d'autres du Mésozoïque et du Paléozoïque, ainsi que de roches métamorphiques et magmatiques. La formation la plus ancienne, notée ξ1, se compose de micaschistes lamelleux à deux micas, parfois grenats et silicates d'alumine (groupe de la Dronne, Néoprotérozoïque à Cambrien). La formation la plus récente, notée CFp, fait partie des formations superficielles de type colluvions indifférenciées de versant, de vallon et plateaux issues d'alluvions, molasses, altérites. Le descriptif de ces couches est détaillé dans  les feuilles « no 734 - Nontron » et « no 735 - Thiviers » de la carte géologique au 1/50 000 de la France métropolitaine, et leurs notices associées,.

Carte géologique de Saint-Pardoux-la-Rivière.

#### Relief et paysages
Le département de la Dordogne se présente comme un vaste plateau incliné du nord-est (491 m, à la forêt de Vieillecour dans le Nontronnais, à Saint-Pierre-de-Frugie) au sud-ouest (2 m à Lamothe-Montravel). L'altitude du territoire communal varie quant à elle entre 132 mètres et 332 mètres,.
Dans le cadre de la Convention européenne du paysage entrée en vigueur en France le 1er juillet 2006, renforcée par la loi du 8 août 2016 pour la reconquête de la biodiversité, de la nature et des paysages, un atlas des paysages de la Dordogne a été élaboré sous maîtrise d’ouvrage de l’État et publié en octobre 2020. Les paysages du département s'organisent en huit unités paysagères,. La commune est dans l'unité paysagère du « Périgord limousin » qui correspond à la région naturelle du Nontronnais. Ce territoire forme un plateau collinaire aux pentes douces et sommets arasés, d’altitude moyenne autour des 300 m dont le point culminant est également celui de la Dordogne. Ce plateau cristallin est vallonné et dominé par les prairies aux horizons boisés. Il est entaillé de vallées profondes aux versants forestiers,.
La superficie cadastrale de la commune publiée par l'Insee, qui sert de référence dans toutes les statistiques, est de 23,84 km2,,. La superficie géographique, issue de la BD Topo, composante du Référentiel à grande échelle produit par l'IGN, est quant à elle de 23,3 km2.

### Hydrographie

#### Réseau hydrographique
La commune est située pour partie dans le bassin de la Dordogne et pour partie dans   le bassin versant de la Charente au sein du Bassin Adour-Garonne. Elle est drainée par la Dronne, le ruisseau de Chantres, le ruisseau de Lachenaud, le ruisseau de Larret et par divers petits cours d'eau, qui constituent un réseau hydrographique de 27 km de longueur totale,.
La Dronne, d'une longueur totale de 200,56 km, prend sa source dans la Haute-Vienne dans la commune de Bussière-Galant et se jette en rive droite de l'Isle — dont elle est le principal affluent — à Coutras en Gironde, au lieu-dit la Fourchée, face à la commune de Sablons,. Elle traverse la commune du nord-est au sud sur plus de neuf kilomètres, dont la moitié sert de limite naturelle en deux tronçons, face à Champs-Romain et à Saint-Front-la-Rivière.
Son affluent de rive droite le ruisseau de Lachenaud arrose le nord-ouest de la commune sur près de trois kilomètres dont deux et demi servent de limite naturelle face à Champs-Romain.
Affluent de rive gauche de la Dronne, le Larret borde le territoire communal au nord-est sur deux kilomètres, face à Saint-Saud-Lacoussière.
Le ruisseau de Chantres baigne le sud-est de la commune sur un kilomètre et demi et se jette dans la Dronne en rive gauche au niveau du bourg.

Réseaux hydrographique et routier de Saint-Pardoux-la-Rivière.
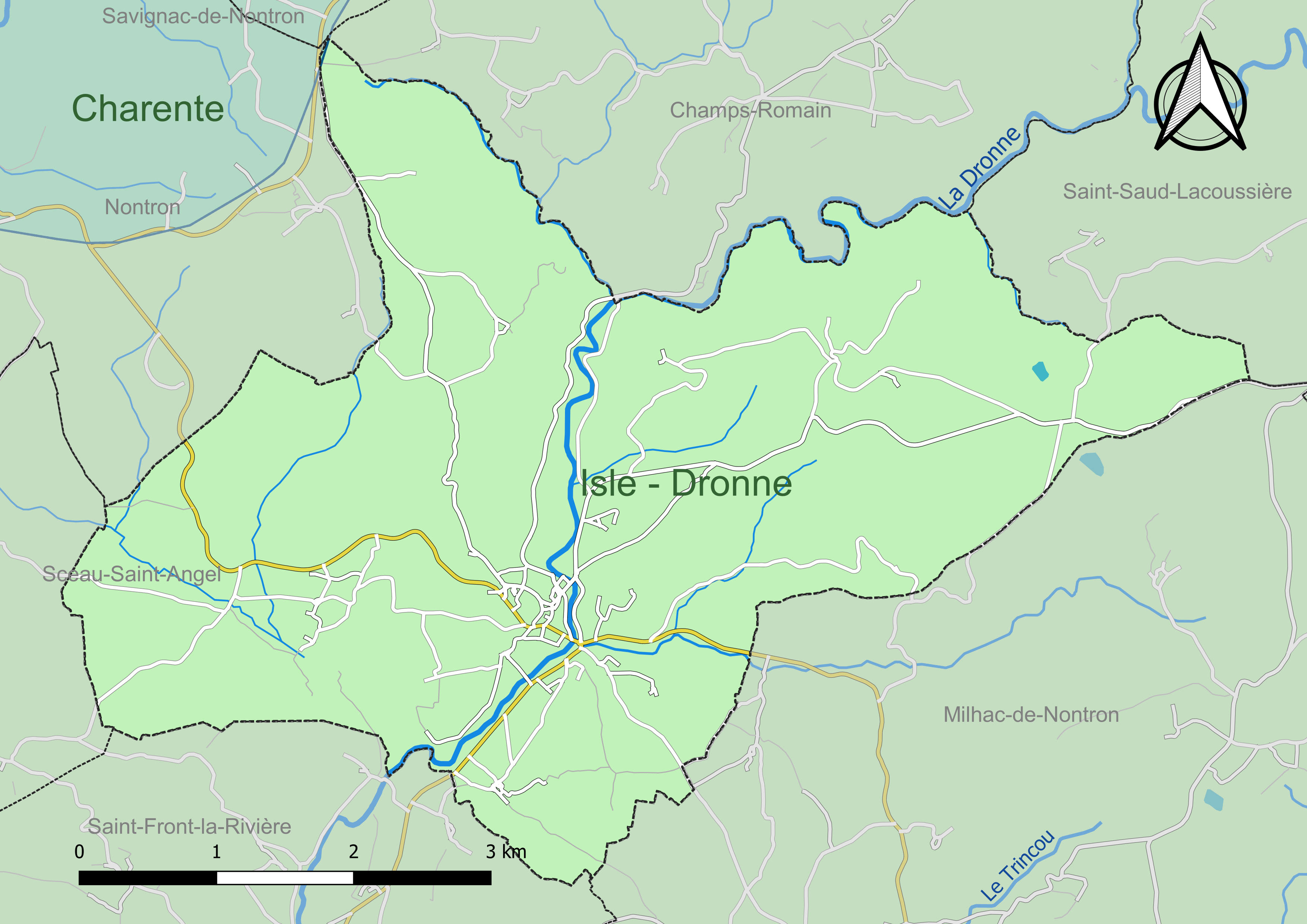
Carte des schémas d'aménagement et de gestion des eaux (SAGE) couvrant le territoire communal de Saint-Pardoux-la-Rivière.

#### Gestion et qualité des eaux
Le territoire communal est couvert par les schémas d'aménagement et de gestion des eaux (SAGE) « Charente » et « Isle - Dronne ». Le SAGE « Charente », dont le territoire correspond au bassin de la Charente, d'une superficie de 9 300 km2, a été approuvé le 19 novembre 2019. La structure porteuse de l'élaboration et de la mise en œuvre est l'établissement public territorial de bassin Charente. Le SAGE « Isle - Dronne », dont le territoire regroupe les bassins versants de l'Isle et de la Dronne, d'une superficie de 7 500 km2, a été approuvé le 2 août 2021. La structure porteuse de l'élaboration et de la mise en œuvre est l'établissement public territorial de bassin de la Dordogne (EPIDOR). Ils définissent chacun sur leur territoire les objectifs généraux d’utilisation, de mise en valeur et de protection quantitative et qualitative des ressources en eau superficielle et souterraine, en respect des objectifs de qualité définis dans le troisième SDAGE  du Bassin Adour-Garonne qui couvre la période 2022-2027, approuvé le 10 mars 2022.
La quasi-intégralité du territoire communal dépend du SAGE Isle - Dronne. Seule une infime partie à l'extrême nord-ouest, en limite de Nontron, est rattachée au SAGE Charente.
La qualité des eaux de baignade et des cours d’eau peut être consultée sur un site dédié géré par les agences de l’eau et l’Agence française pour la biodiversité.

### Climat
Pour des articles plus généraux, voir Climat de la Nouvelle-Aquitaine et Climat de la Dordogne.
Historiquement, la commune est dans une zone de transition entre les climats océaniques aquitain et limousin.  
En 2020, Météo-France publie une typologie des climats de la France métropolitaine dans laquelle la commune est exposée à un climat océanique altéré et est dans la région climatique  Aquitaine, Gascogne, caractérisée par une pluviométrie abondante au printemps, modérée en automne, un faible ensoleillement au printemps, un été chaud (19,5 °C), des vents faibles, des brouillards fréquents en automne et en hiver et des orages fréquents en été (15 à 20 jours).
Pour la période 1971-2000, la température annuelle moyenne est de 12,2 °C, avec  une amplitude thermique annuelle de 15,1 °C. Le cumul annuel moyen de précipitations est de 1 025 mm, avec 13,5 jours de précipitations en janvier et 7 jours en juillet. Pour la période 1991-2020, la température moyenne annuelle observée sur la station météorologique de Météo-France la plus proche, sur la commune de Saint-Martin-de-Fressengeas à 9 km à vol d'oiseau, est de 12,4 °C et le cumul annuel moyen de précipitations est de 1 050,4 mm,. 
La température maximale relevée sur cette station est de 38,9 °C, atteinte le 7 août 2020 ; la température minimale est de −11,8 °C, atteinte le 9 février 2012.
Pour afficher une liste d’indicateurs climatiques caractérisant la commune aux horizons 2030, 2050 et 2100 et pouvoir ainsi s'adapter aux changements climatiques, entrer son nom dans Climadiag-commune, un site de Météo-France élaboré à partir des nouvelles projections climatiques de référence DRIAS-2020.

## Urbanisme

### Typologie
Au 1er janvier 2024, Saint-Pardoux-la-Rivière est catégorisée commune rurale à habitat dispersé, selon la nouvelle grille communale de densité à 7 niveaux définie par l'Insee en 2022.
Elle est située hors unité urbaine. Par ailleurs la commune fait partie de l'aire d'attraction de Nontron, dont elle est une commune de la couronne,. Cette aire, qui regroupe 19 communes, est catégorisée dans les aires de moins de 50 000 habitants,.

### Occupation des sols

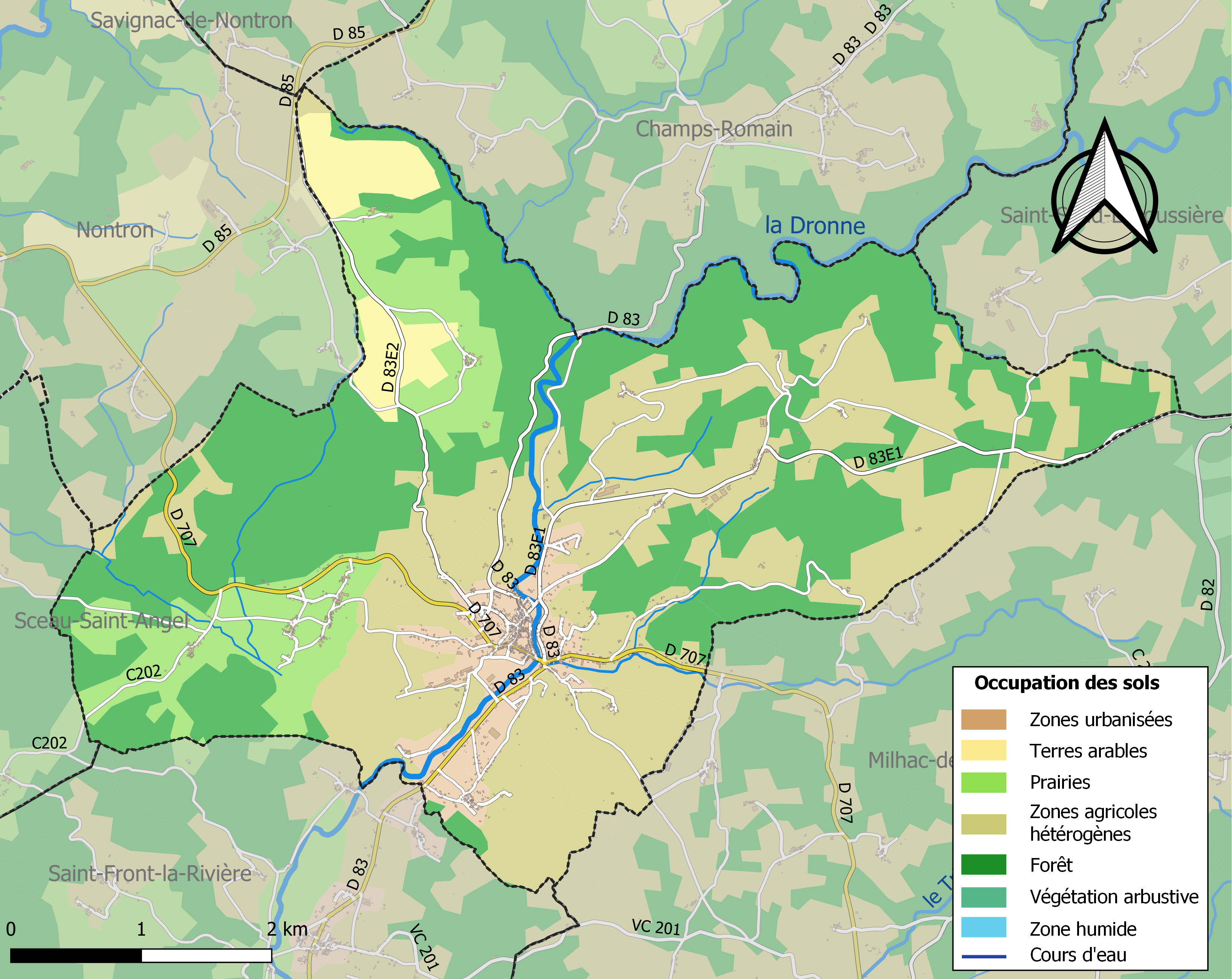
Carte des infrastructures et de l'occupation des sols de la commune en 2018 (CLC).

L'occupation des sols de la commune, telle qu'elle ressort de la base de données européenne d’occupation biophysique des sols Corine Land Cover (CLC), est marquée par l'importance des territoires agricoles (52,9 % en 2018), en diminution par rapport à 1990 (56,2 %). La répartition détaillée en 2018 est la suivante : 
forêts (41 %), zones agricoles hétérogènes (37,3 %), prairies (11,6 %), zones urbanisées (4,9 %), terres arables (4 %), zones industrielles ou commerciales et réseaux de communication (1,1 %). L'évolution de l’occupation des sols de la commune et de ses infrastructures peut être observée sur les différentes représentations cartographiques du territoire : la carte de Cassini (XVIIIe siècle), la carte d'état-major (1820-1866) et les cartes ou photos aériennes de l'IGN pour la période actuelle (1950 à aujourd'hui).

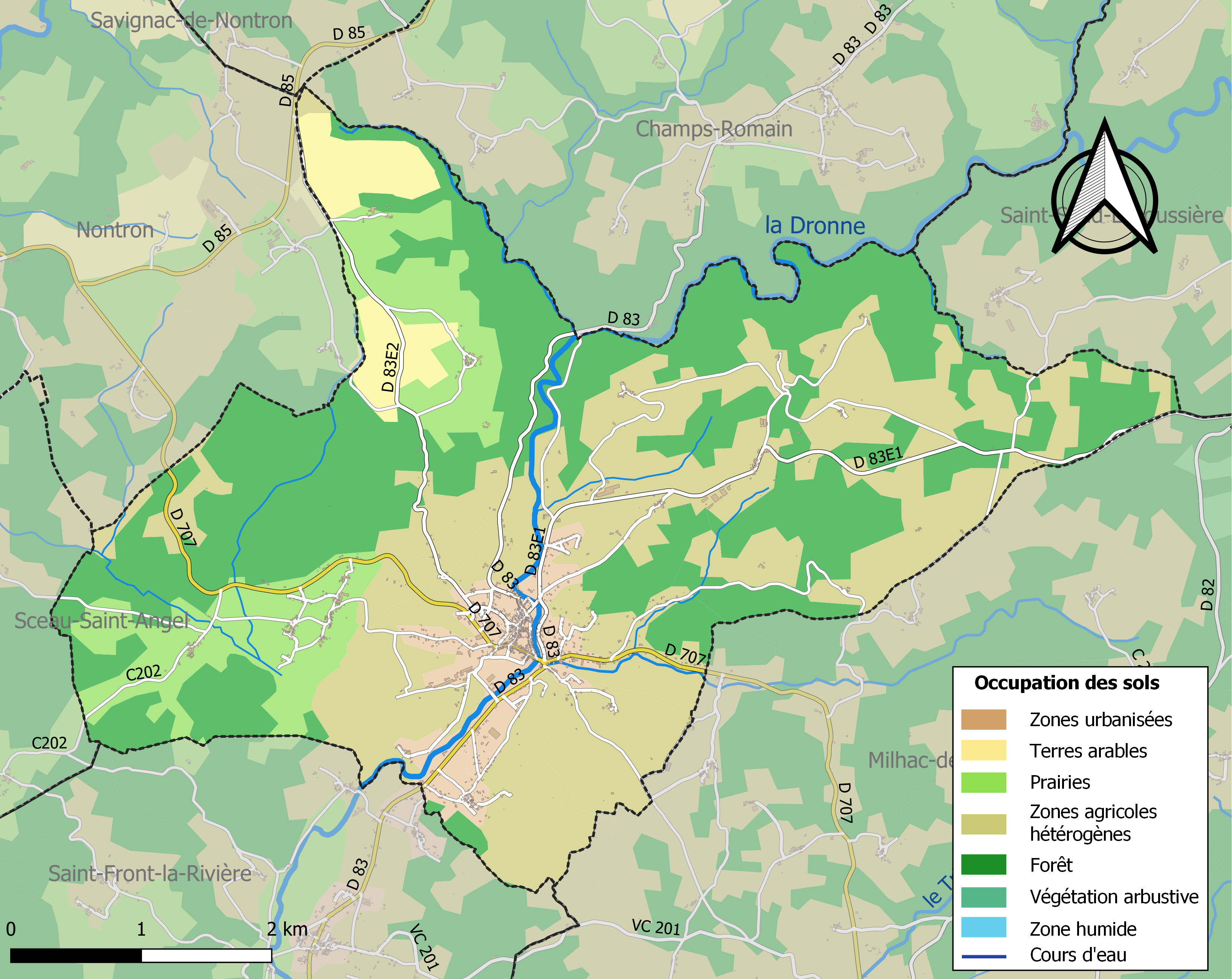
Carte des infrastructures et de l'occupation des sols de la commune en 2018 (CLC).

### Prévention des risques
Le territoire de la commune de Saint-Pardoux-la-Rivière est vulnérable à différents aléas naturels : météorologiques (tempête, orage, neige, grand froid, canicule ou sécheresse), inondations, feux de forêts, mouvements de terrains et séisme (sismicité faible). Il est également exposé à un risque particulier : le risque de radon. Un site publié par le BRGM permet d'évaluer simplement et rapidement les risques d'un bien localisé soit par son adresse soit par le numéro de sa parcelle.

#### Risques naturels
Certaines parties du territoire communal sont susceptibles d’être affectées par le risque d’inondation par débordement de cours d'eau, notamment la Dronne. La commune a été reconnue en état de catastrophe naturelle au titre des dommages causés par les inondations et coulées de boue survenues en 1982, 1993 et 1999,. Le risque inondation est pris en compte dans l'aménagement du territoire de la commune par le biais du plan de prévention des risques inondation (PPRI) de la « vallée de la Dronne », couvrant 19 communes et approuvé le 31 janvier 2014, pour les crues de la Dronne,.
Saint-Pardoux-la-Rivière est exposée au risque de feu de forêt. L’arrêté préfectoral du 14 mars 2013 fixe les conditions de pratique des incinérations et de brûlage dans un objectif de réduire le risque de départs d’incendie. À ce titre, des périodes sont déterminées : interdiction totale du 15 février au 15 mai et du 15 juin au 15 octobre, utilisation réglementée du 16 mai au 14 juin et du 16 octobre au 14 février. En septembre 2020, un plan inter-départemental de protection des forêts contre les incendies (PidPFCI) a été adopté pour la période 2019-2029,.

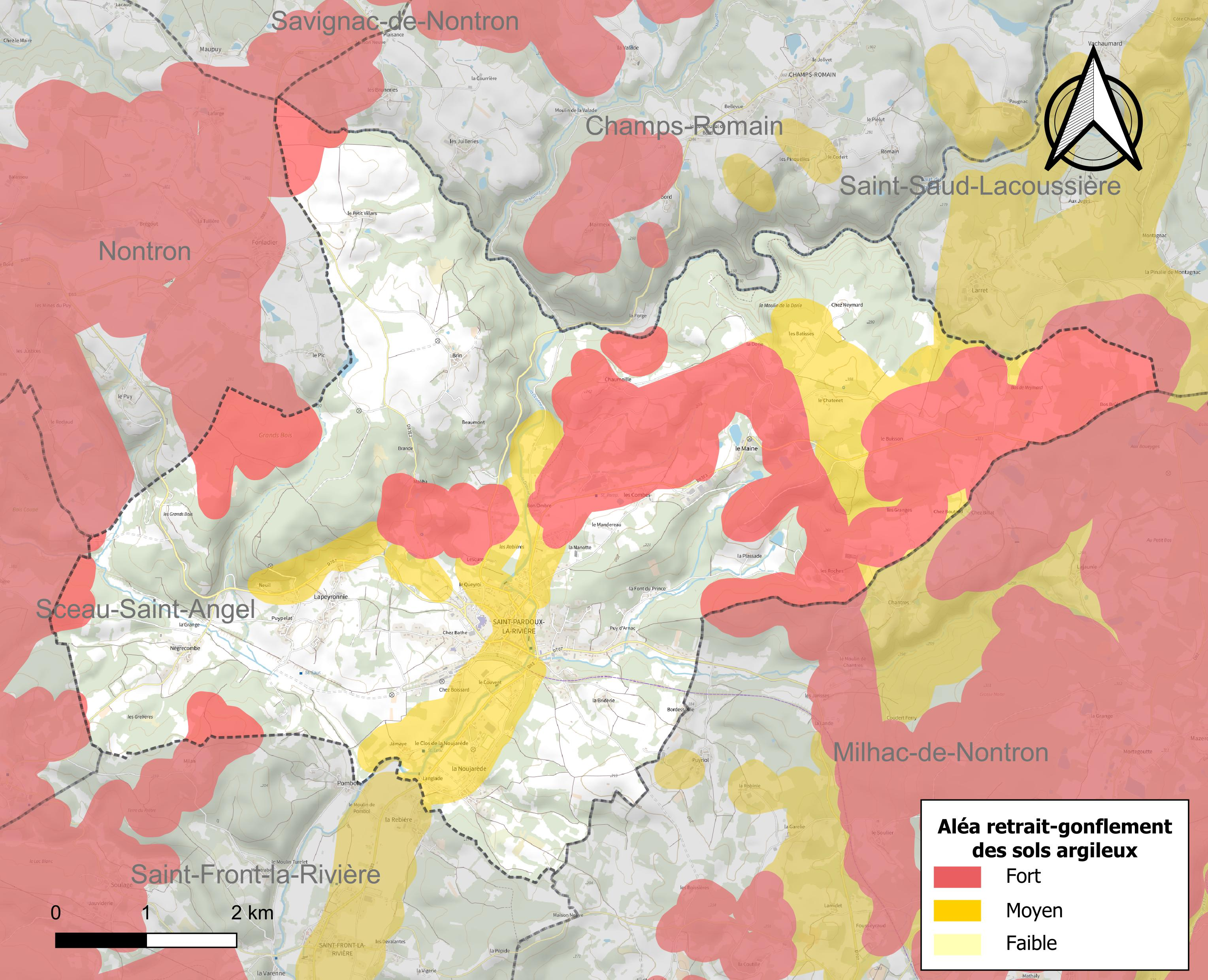
Carte des zones d'aléa retrait-gonflement des sols argileux de Saint-Pardoux-la-Rivière.

Les mouvements de terrains susceptibles de se produire sur la commune sont des tassements différentiels. Le retrait-gonflement des sols argileux est susceptible d'engendrer des dommages importants aux bâtiments en cas d’alternance de périodes de sécheresse et de pluie. 40,7 % de la superficie communale est en aléa moyen ou fort (58,6 % au niveau départemental et 48,5 % au niveau national métropolitain). Depuis le 1er octobre 2020, en application de la loi ÉLAN, différentes contraintes s'imposent aux vendeurs, maîtres d'ouvrages ou constructeurs de biens situés dans une zone classée en aléa moyen ou fort,.
La commune a été reconnue en état de catastrophe naturelle au titre des dommages causés par la sécheresse en 1989, 1992 et 2003 et par des mouvements de terrain en 1999.

#### Risque particulier
Dans plusieurs parties du territoire national, le radon, accumulé dans certains logements ou autres locaux, peut constituer une source significative d’exposition de la population aux rayonnements ionisants. Selon la classification de 2018, la commune de Saint-Pardoux-la-Rivière est classée en zone 3, à savoir zone à potentiel radon significatif.

## Toponymie
En occitan, la commune porte le nom de Sent Pardol la Ribiera.

## Histoire
Une communauté de Dominicaines est fondée à Saint-Pardoux à la demande de Marguerite de Bourgogne, veuve du vicomte de Limoges, morte en 1277. Le couvent est fondé par Gérard de Maumont, en 1293. Les six premières religieuses s'y installent. Les religieuses sont chassées du couvent le 1er octobre 1792. les bâtiments sont vendus comme bien national et adjugés au citoyen Planchas Lavalette, le 10 novembre 1792. Il met les lieux à disposition du département qui en fait une prison pour femmes, dont la majorité appartient à la noblesse. Faute de moyens, la prison est fermée et les femmes libérées en 1793. Les bâtiments abandonnés servent ensuite de carrière de pierres.
En août 1942, à la suite d'une rafle commanditée par René Bousquet, 172 personnes de confession juive sont rassemblées à Saint-Pardoux-la-Rivière, avant d'être transférées à Nexon. Ils partent ensuite vers les camps de Drancy et d'Auschwitz.

## Politique et administration

### Rattachements administratifs et électoraux
Dès 1790, la commune de Saint-Pardoux-la-Rivière est le chef-lieu du canton de Saint-Pardoux-la-Rivière qui dépend du district de Nontron jusqu'en 1795, date de suppression des districts. En 1801, le canton dépend de l'arrondissement de Nontron.
Dans le cadre de la réforme de 2014 définie par le décret du 21 février 2014, ce canton disparaît aux élections départementales de mars 2015. La commune est alors rattachée au canton du Périgord vert nontronnais.

### Intercommunalité
Fin 1995, Saint-Pardoux-la-Rivière intègre dès sa création la communauté de communes du Périgord vert, dont elle est le siège. Celle-ci est dissoute au 31 décembre 2013 et remplacée au 1er janvier 2014 par la communauté de communes du Périgord vert nontronnais. Au 1er janvier 2017, celle-ci fusionne avec la communauté de communes du Haut-Périgord pour former la communauté de communes du Périgord Nontronnais.

### Administration municipale
La population de la commune étant comprise entre 500 et 1 499 habitants au recensement de 2017, quinze conseillers municipaux ont été élus en 2020,.

### Liste des maires
| Période                                  | Période  | Identité            | Étiquette | Qualité                                                                                 |
| ---------------------------------------- | -------- | ------------------- | --------- | --------------------------------------------------------------------------------------- |
| Les données manquantes sont à compléter. |          |                     |           |                                                                                         |
|                                          |          |                     |           |                                                                                         |
| 1977                                     | 1989     | Henri Brive         | PS        | Chef d'entreprise, Conseiller général du canton de Saint-Pardoux-la-Rivière (1994-2001) |
| 1989                                     | 1995     | Jean-Marie Guillout | RPR       | Conseiller général du canton de Saint-Pardoux-la-Rivière (1988-1994)                    |
| 1995                                     | 2001     | Georges Colas       | PS        | Conseiller général du canton de Saint-Pardoux-la-Rivière (2001-2015)                    |
| mars 2001                                | mai 2020 | Maurice Combeau     | SE        | Cadre retraité                                                                          |
| mai 2020                                 | En cours | Sylvie Gouraud      | SE        |                                                                                         |

### Jumelages

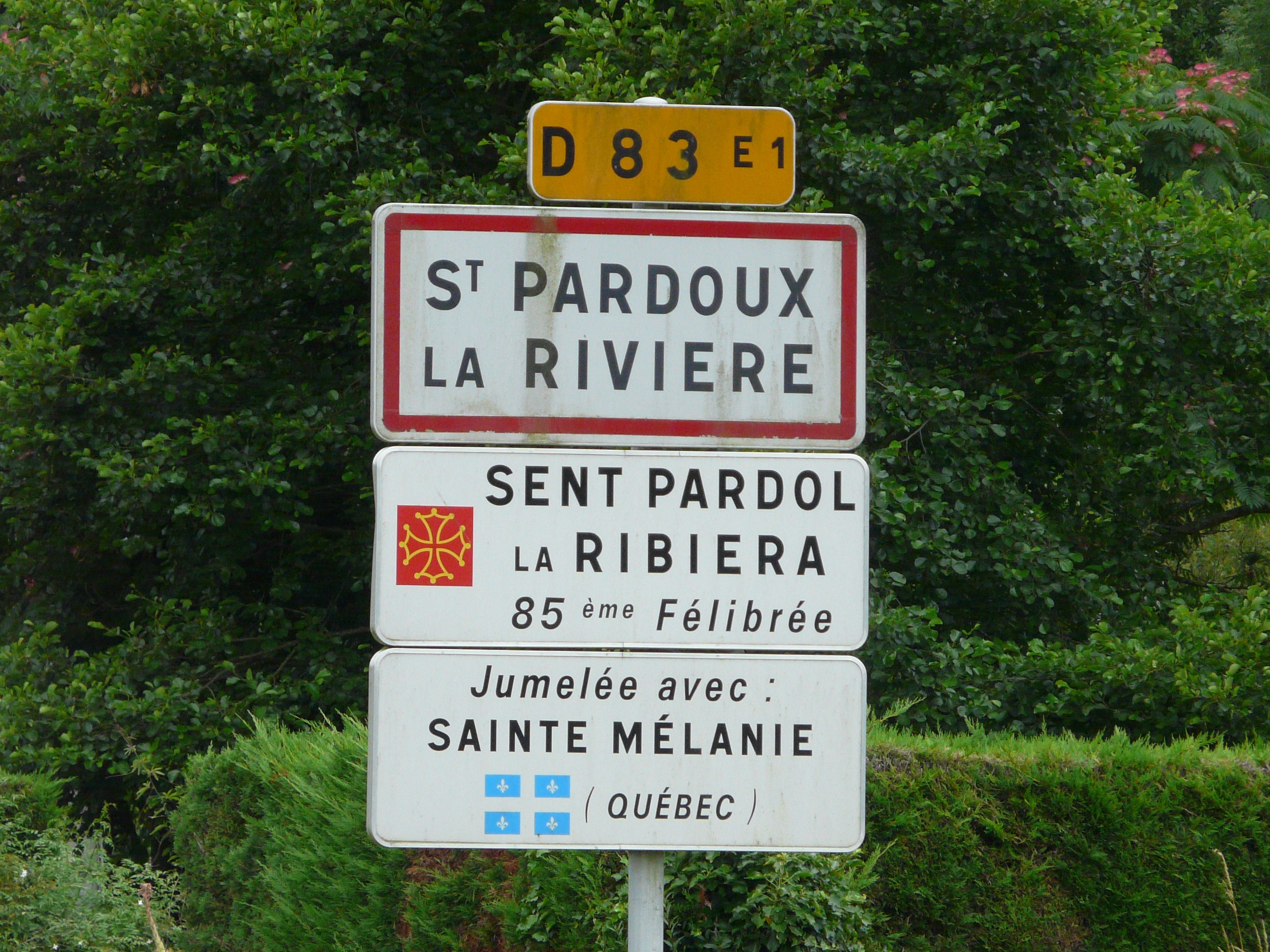
Panneau de jumelage de Saint-Pardoux-la-Rivière.

- Sainte-Mélanie (Québec) depuis 2004

## Équipements et services publics

### Santé
En 2018, la commune est dotée d'une maison de santé pluridisciplinaire où exercent trois médecins généralistes, quatre infirmières, des kinésithérapeutes et un podologue, ainsi qu'un ORL, un gastro-entérologue, un rhumatologue et un chirurgien des membres supérieurs. De plus, une psychologue, une diététicienne et différents spécialistes y interviennent,.

### Justice
En 2023, dans le domaine judiciaire, Saint-Pardoux-la-Rivière relève : 
- du tribunal judiciaire, du tribunal pour enfants, du conseil de prud'hommes et du tribunal de commerce de Périgueux ;
- du pôle Nationalité du tribunal judiciaire de Périgueux (compétent uniquement dans le domaine de la nationalité) ;
- de la cour d'appel, du tribunal administratif et de la  cour administrative d'appel de Bordeaux.

## Population et société

### Démographie
L'évolution du nombre d'habitants est connue à travers les recensements de la population effectués dans la commune depuis 1793. Pour les communes de moins de 10 000 habitants, une enquête de recensement portant sur toute la population est réalisée tous les cinq ans, les populations de référence des années intermédiaires étant quant à elles estimées par interpolation ou extrapolation. Pour la commune, le premier recensement exhaustif entrant dans le cadre du nouveau dispositif a été réalisé en 2006.

En 2022, la commune comptait 1 170 habitants, en évolution de −1,02 % par rapport à 2016 (Dordogne : +0,37 %, France hors Mayotte : +2,11 %).
| 1793  | 1800  | 1806  | 1821  | 1831  | 1836  | 1841  | 1846  | 1851  |
| ----- | ----- | ----- | ----- | ----- | ----- | ----- | ----- | ----- |
| 1 264 | 1 273 | 1 343 | 1 475 | 1 557 | 1 519 | 1 520 | 1 595 | 1 646 |

| 1856  | 1861  | 1866  | 1872  | 1876  | 1881  | 1886  | 1891  | 1896  |
| ----- | ----- | ----- | ----- | ----- | ----- | ----- | ----- | ----- |
| 1 594 | 1 650 | 1 734 | 1 643 | 1 728 | 1 830 | 2 187 | 1 809 | 1 761 |

| 1901  | 1906  | 1911  | 1921  | 1926  | 1931  | 1936  | 1946  | 1954  |
| ----- | ----- | ----- | ----- | ----- | ----- | ----- | ----- | ----- |
| 1 769 | 1 777 | 1 813 | 1 634 | 1 672 | 1 657 | 1 532 | 1 473 | 1 457 |

| 1962  | 1968  | 1975  | 1982  | 1990  | 1999  | 2006  | 2011  | 2016  |
| ----- | ----- | ----- | ----- | ----- | ----- | ----- | ----- | ----- |
| 1 453 | 1 360 | 1 347 | 1 309 | 1 174 | 1 091 | 1 155 | 1 199 | 1 182 |

| 2021  | 2022  | - | - | - | - | - | - | - |
| ----- | ----- | - | - | - | - | - | - | - |
| 1 169 | 1 170 | - | - | - | - | - | - | - |

### Sport
En football, l'« Association sportive Nontron/Saint-Pardoux » est engagée en Régional 1 pour la saison 2023-2024.
Chaque année, à la mi-août, se tient sur deux jours une compétition automobile : le « Rallye 24 »,.

### Manifestations culturelles et festivités
- Fête du Spardos chaque année en juillet (22e édition en 2019[66] avec marché de nuit, vide-greniers et concerts.

## Économie

### Emploi
En 2015, parmi la population communale comprise entre 15 et 64 ans, les actifs représentent 429 personnes, soit 36,0 % de la population municipale. Le nombre de chômeurs (68) a augmenté par rapport à 2010 (41) et le taux de chômage de cette population active s'établit à 15,8 %.

### Établissements
Au 31 décembre 2015, la commune compte 122 établissements, dont soixante-six au niveau des commerces, transports ou services, 21 relatifs au secteur administratif, à l'enseignement, à la santé ou à l'action sociale, seize dans la construction, quinze dans l'industrie, et quatre dans l'agriculture, la sylviculture ou la pêche.

### Entreprises

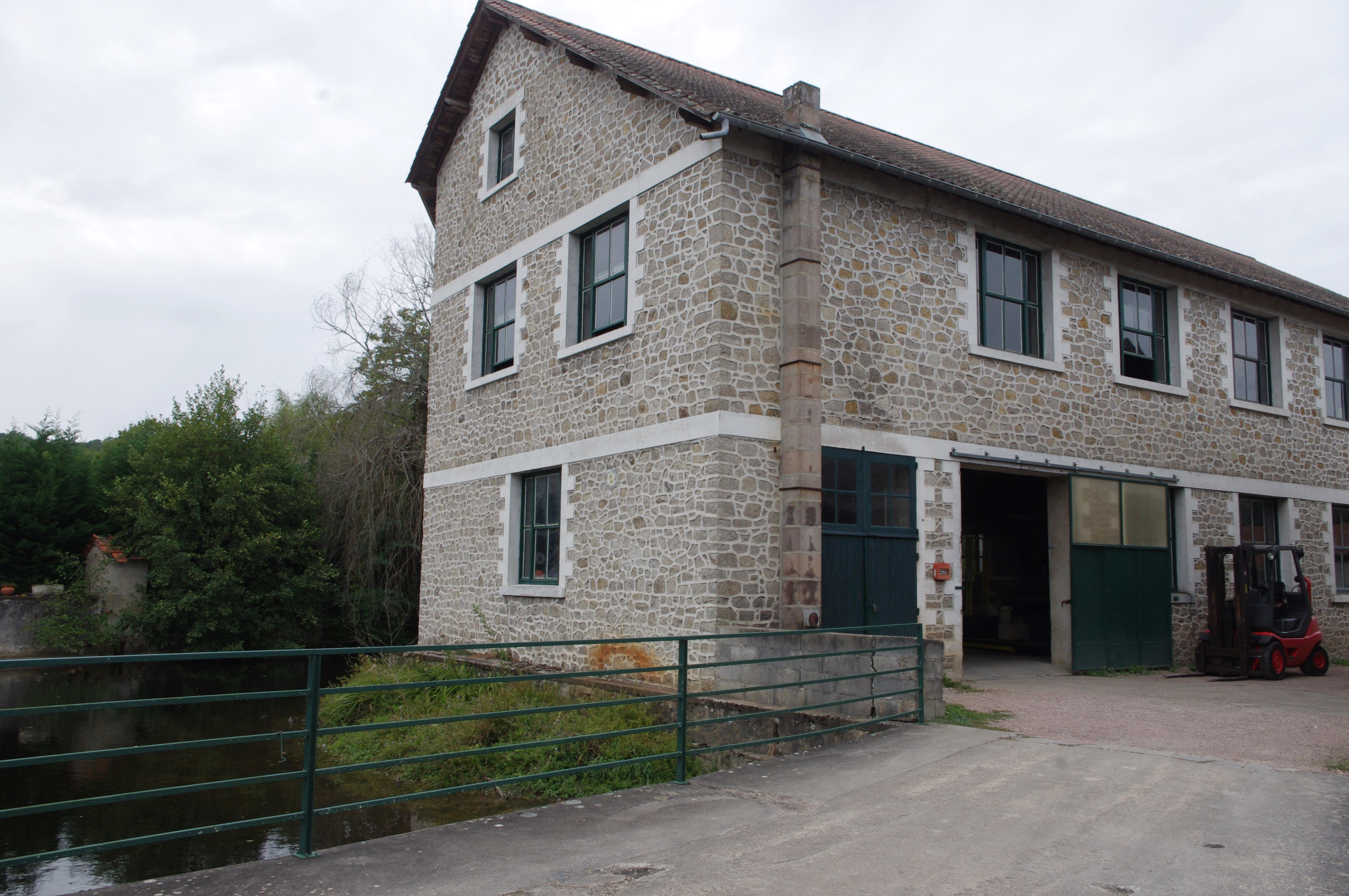
Le bâtiment des Tanneries de Chamont.

Dans le secteur des services, parmi les entreprises dont le siège social est en Dordogne, la société « Gauthier transports » (transports routiers de fret interurbains), implantée à Saint-Pardoux-la-Rivière, se classe en 5e position quant au chiffre d'affaires hors taxes en 2015-2016, avec 14 960 k€.
La société Ayrens, l'un des cinq derniers fabricants français de parapluies, est établie à Saint-Pardoux-la-Rivière où elle emploie une douzaine de personnes en 2014.
Parmi la vingtaine de tanneries subsistant en France début 2016, les « Tanneries de Chamont » sont implantées dans le bourg, en bordure de la Dronne. Ayant employé jusqu'à cinquante personnes par le passé, elles en emploient encore huit pour un chiffre d'affaires annuel de trois millions d'euros.

## Culture locale et patrimoine

### Lieux et monuments
- Église Saint-Pardoux, édifiée en 1606 et restaurée en 1748[73].
- Le monument aux morts de la guerre 1914-1918 situé à côté de l'église est inscrit au titre des monuments historiques en 2015[74]. Il inclut la statue On ne passe pas (d) réalisée par Eugène Piron.
- L'ancien hôtel des Voyageurs, du XVIe siècle, présente une fenêtre sculptée, inscrite depuis 1976 au titre des monuments historiques[75].
- Musée de la Carte postale en Périgord de 1898 à 1920.

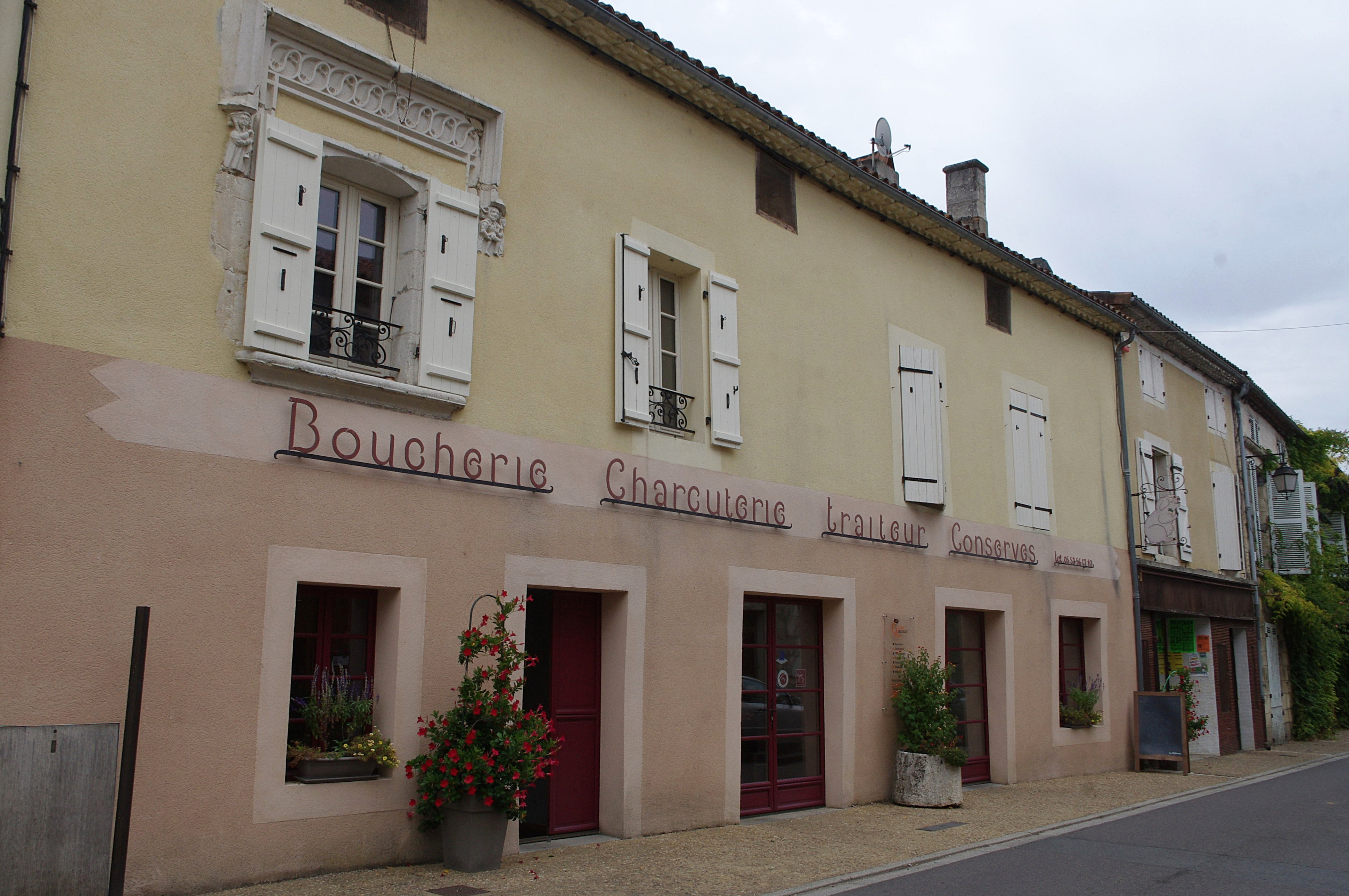
L'ex-hôtel des Voyageurs, actuellement une boucherie, avec sa fenêtre sculptée.
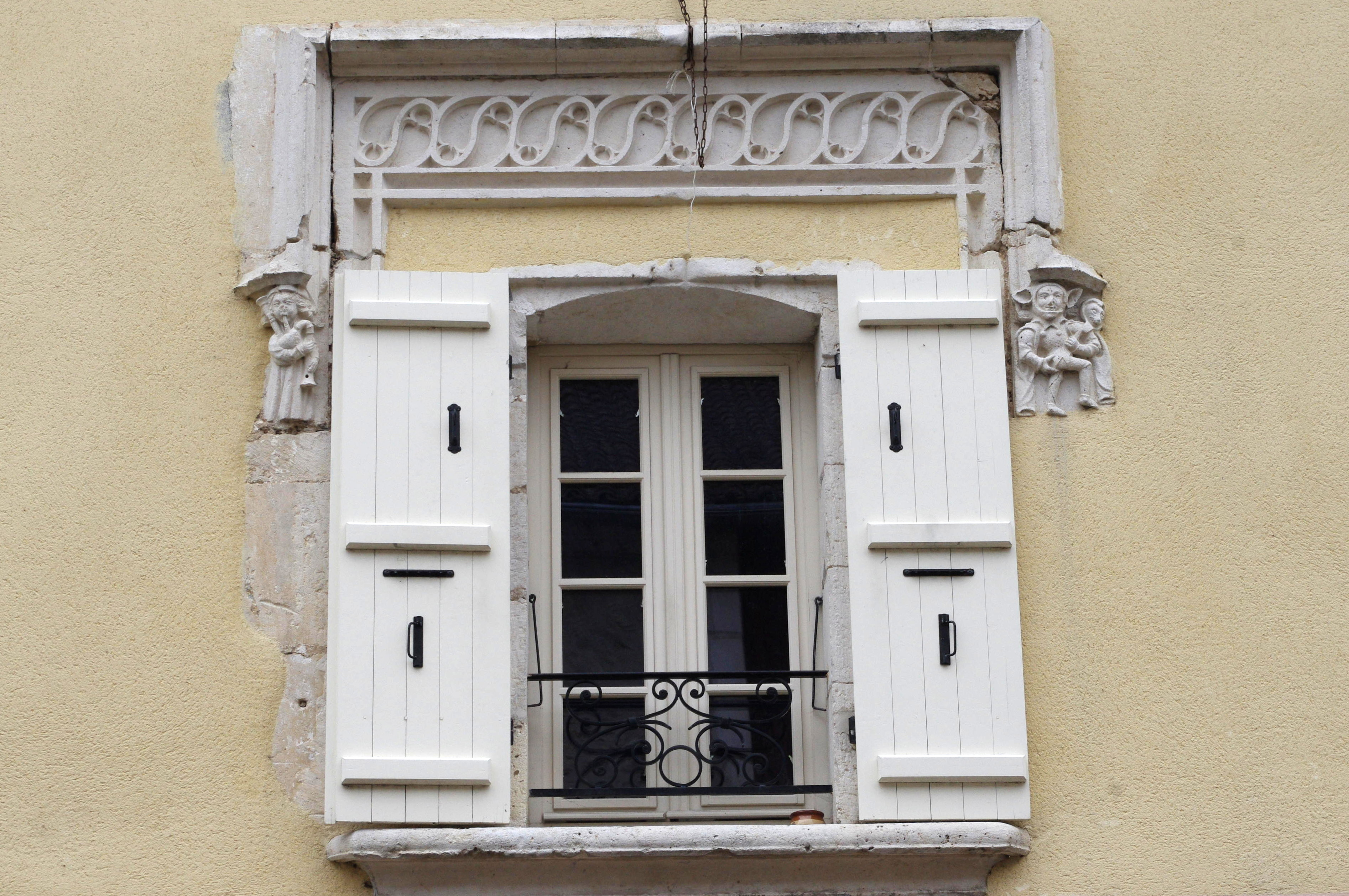
La fenêtre sculptée, Grand-rue de la Barre.
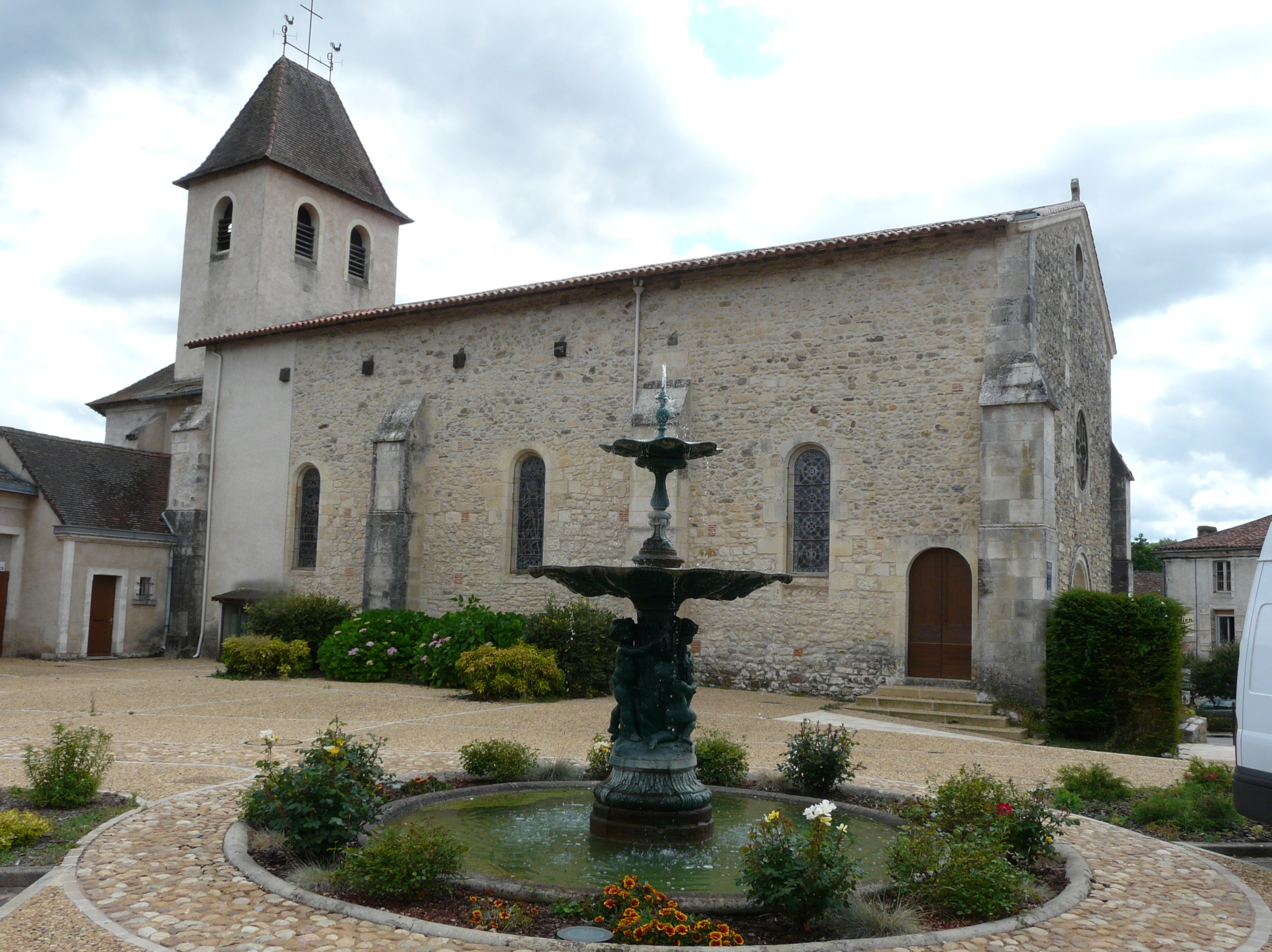
L'église Saint-Pardoux.
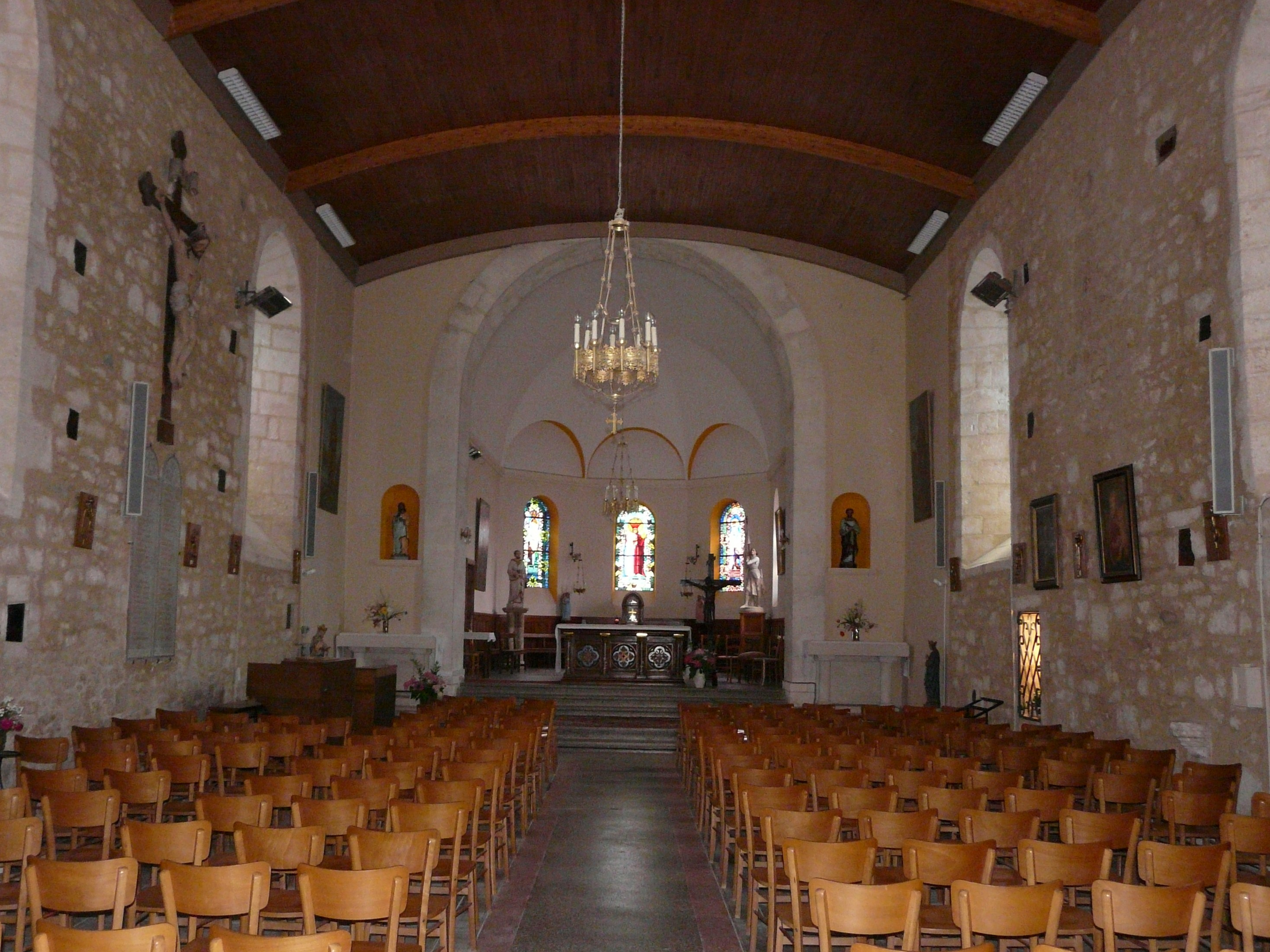
Sa nef.
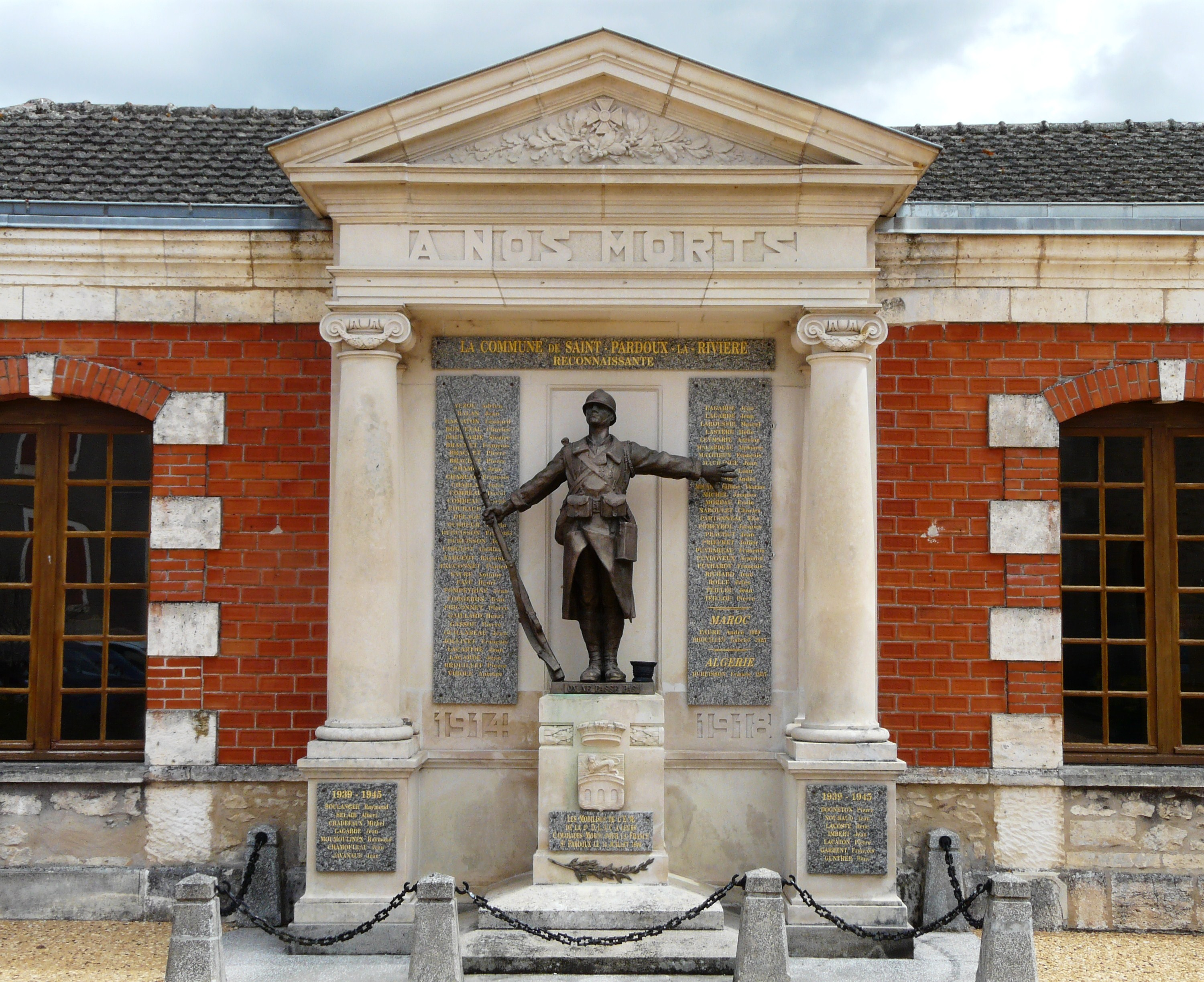
Le monument aux morts.
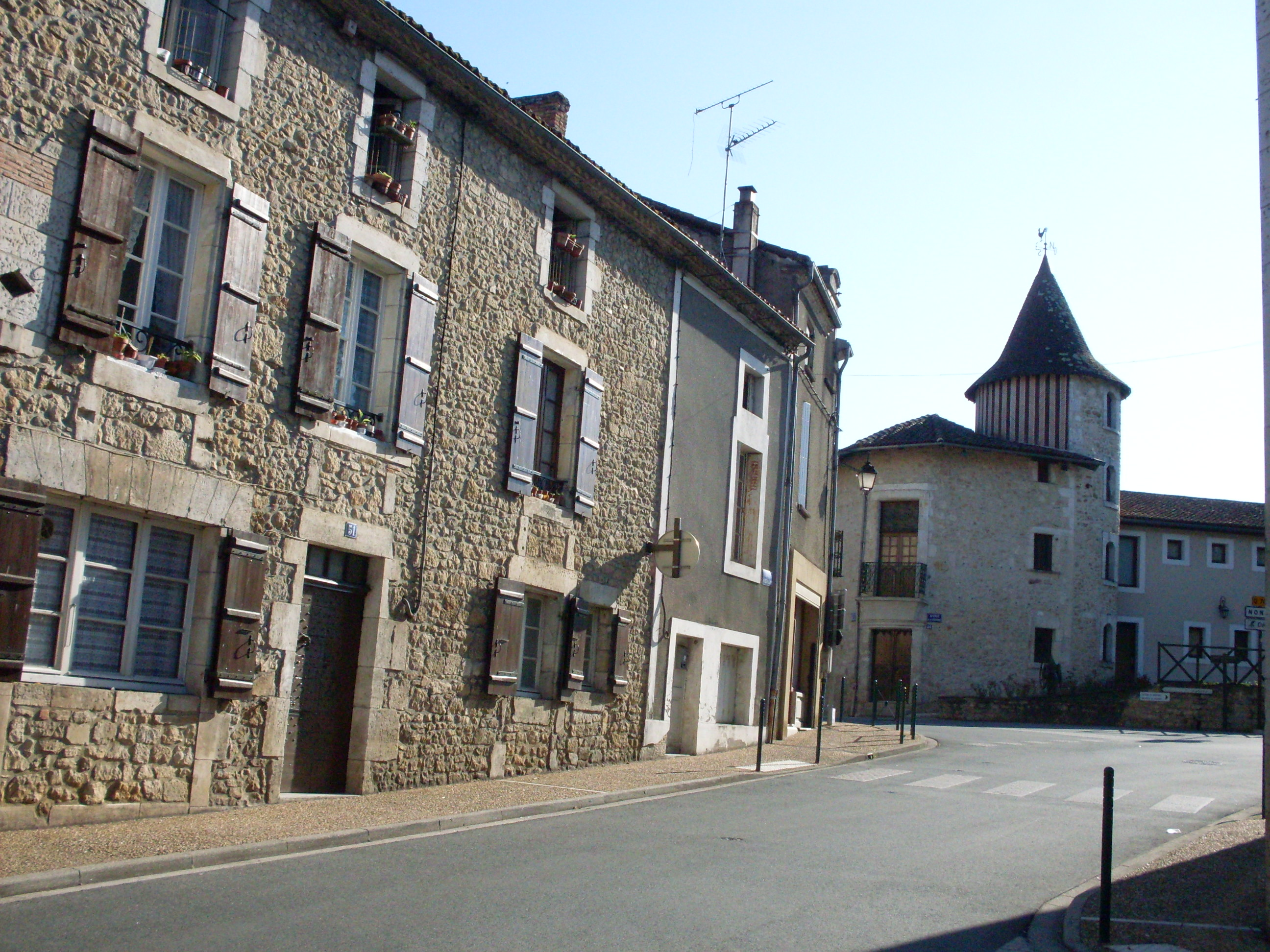
Maisons à Saint-Pardoux.
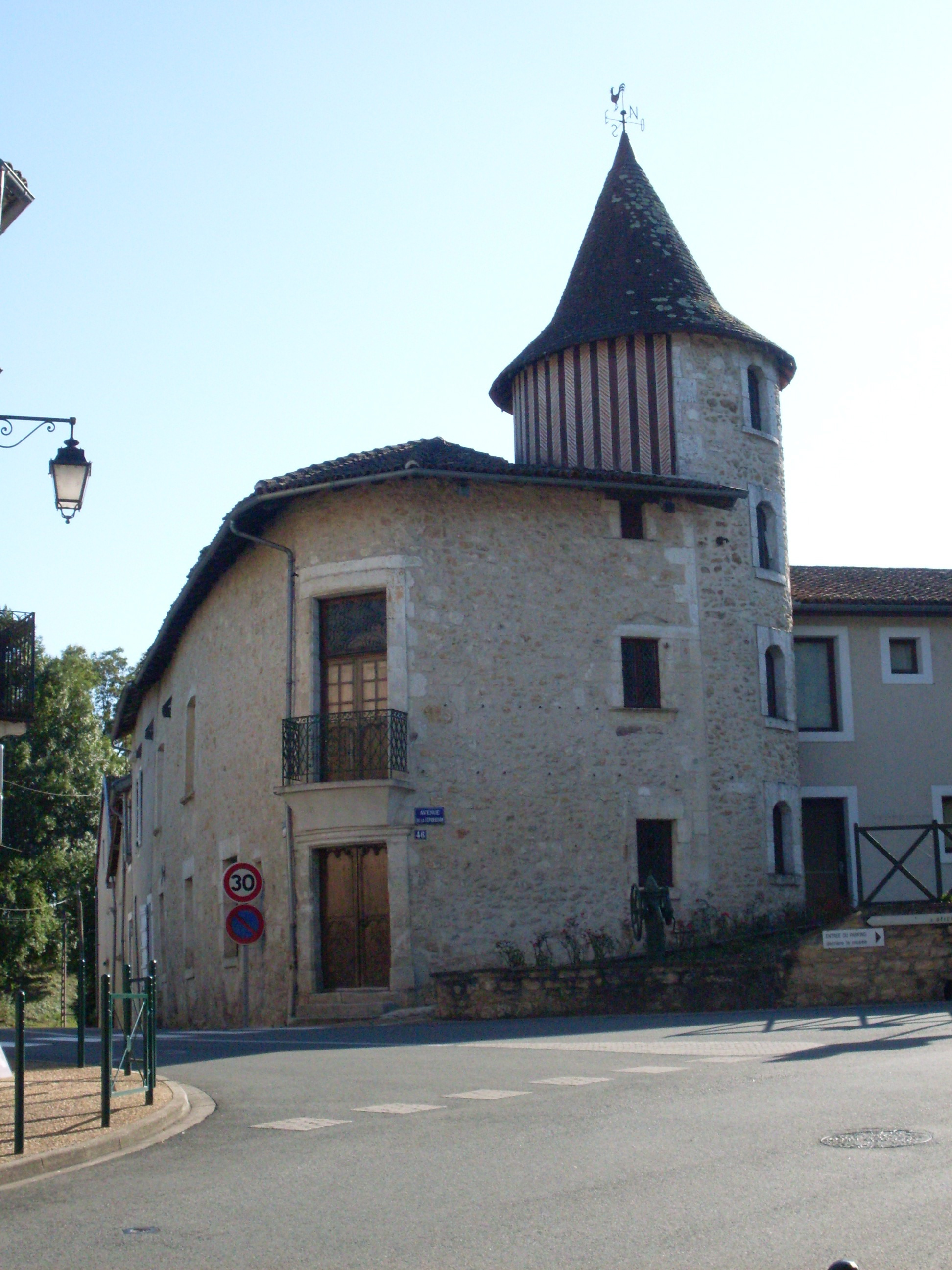
Bâtiment du musée de la carte postale devant lequel se trouve la pompe.
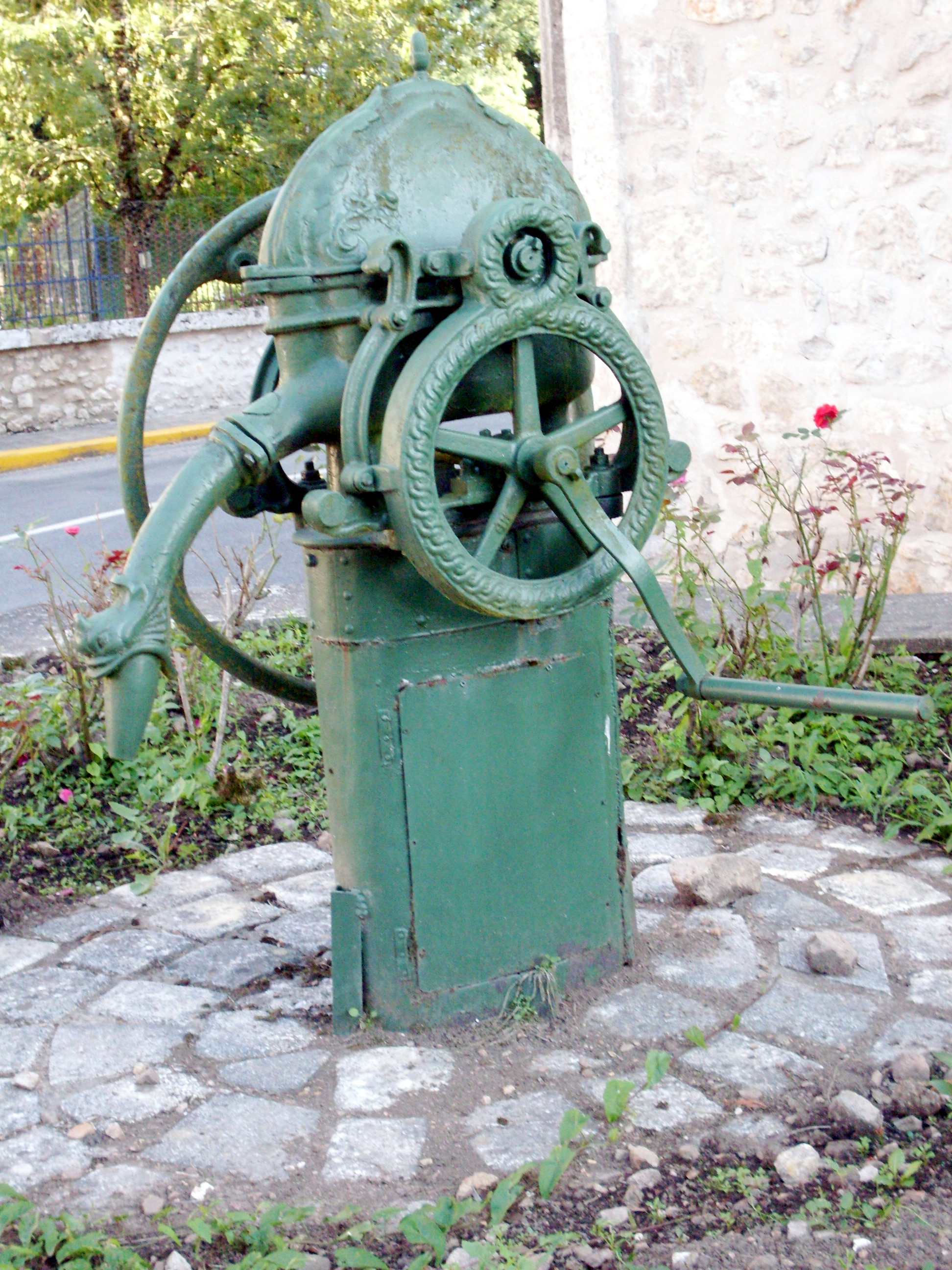
La pompe.
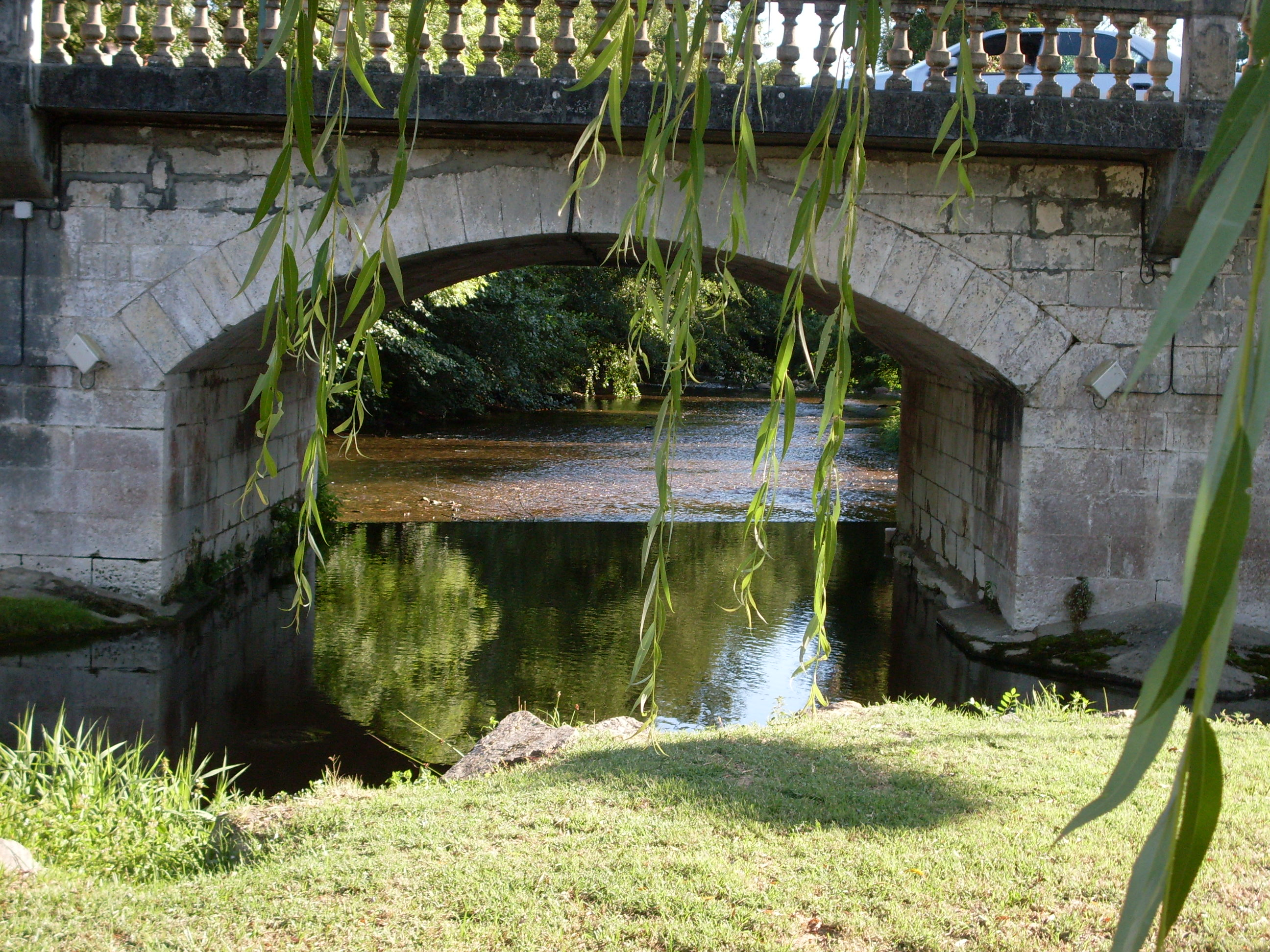
Le pont sur la Dronne.
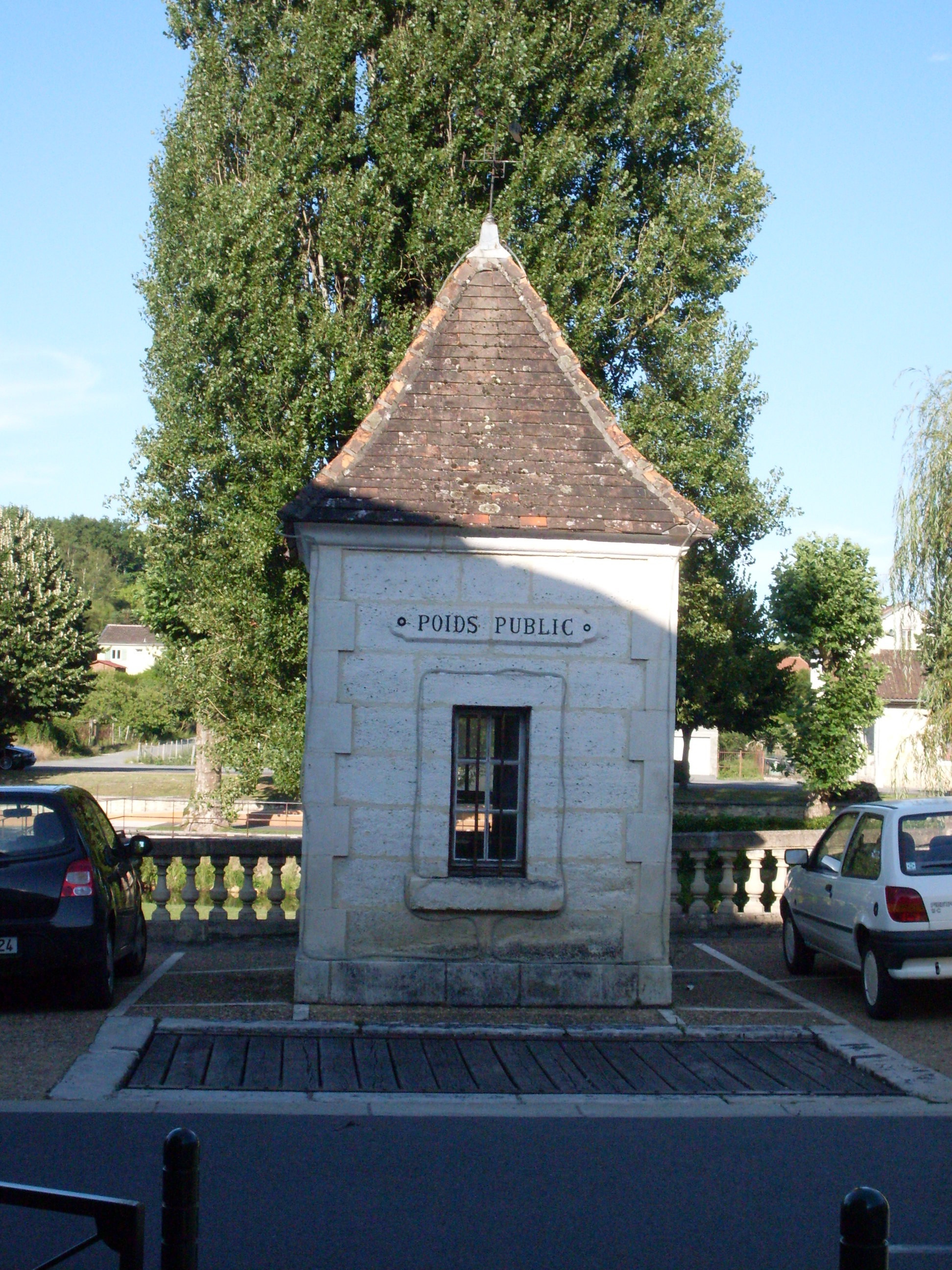
Le poids public construit en 1898.
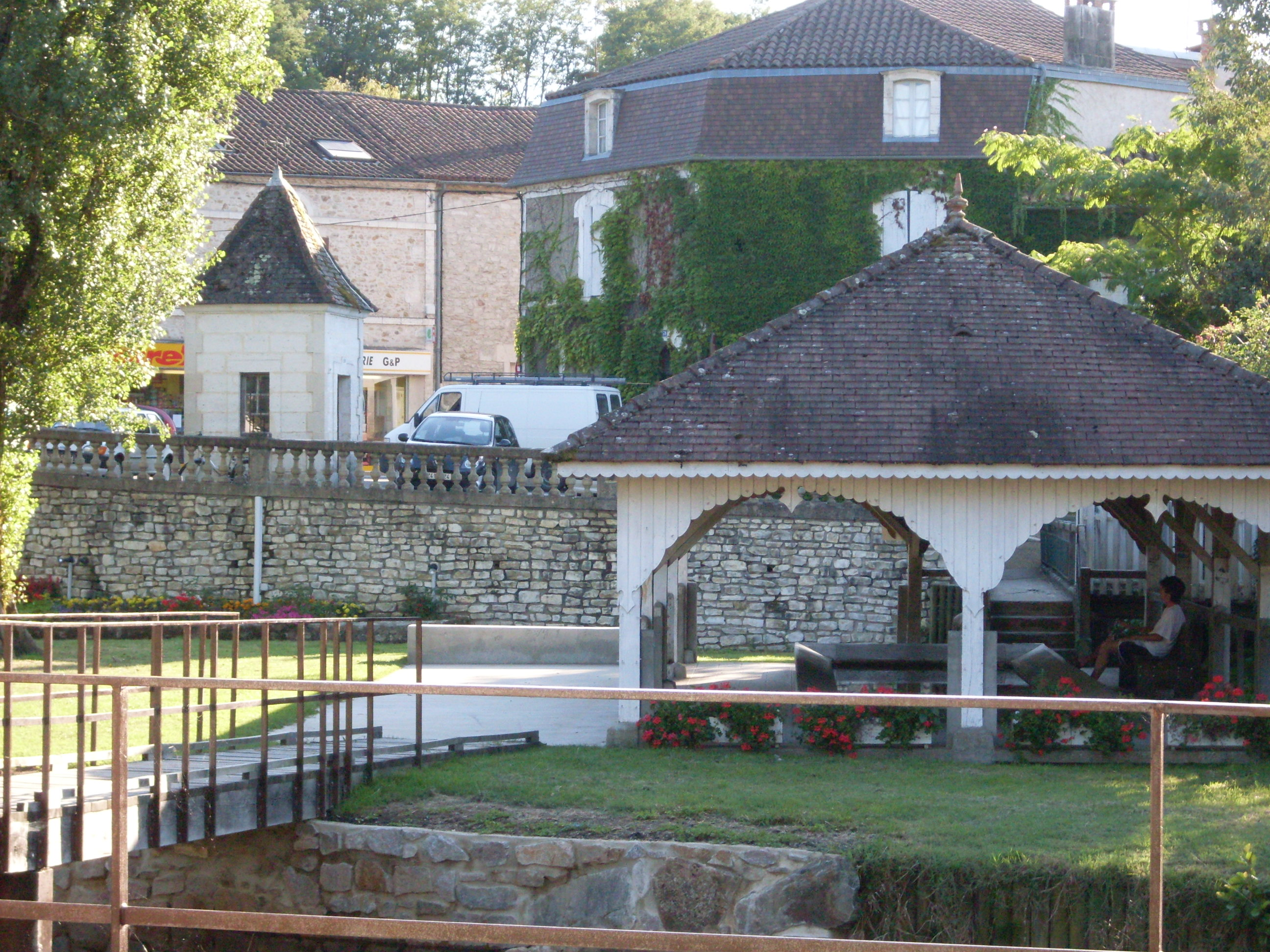
Le lavoir, derrière lequel se voit le poids public.
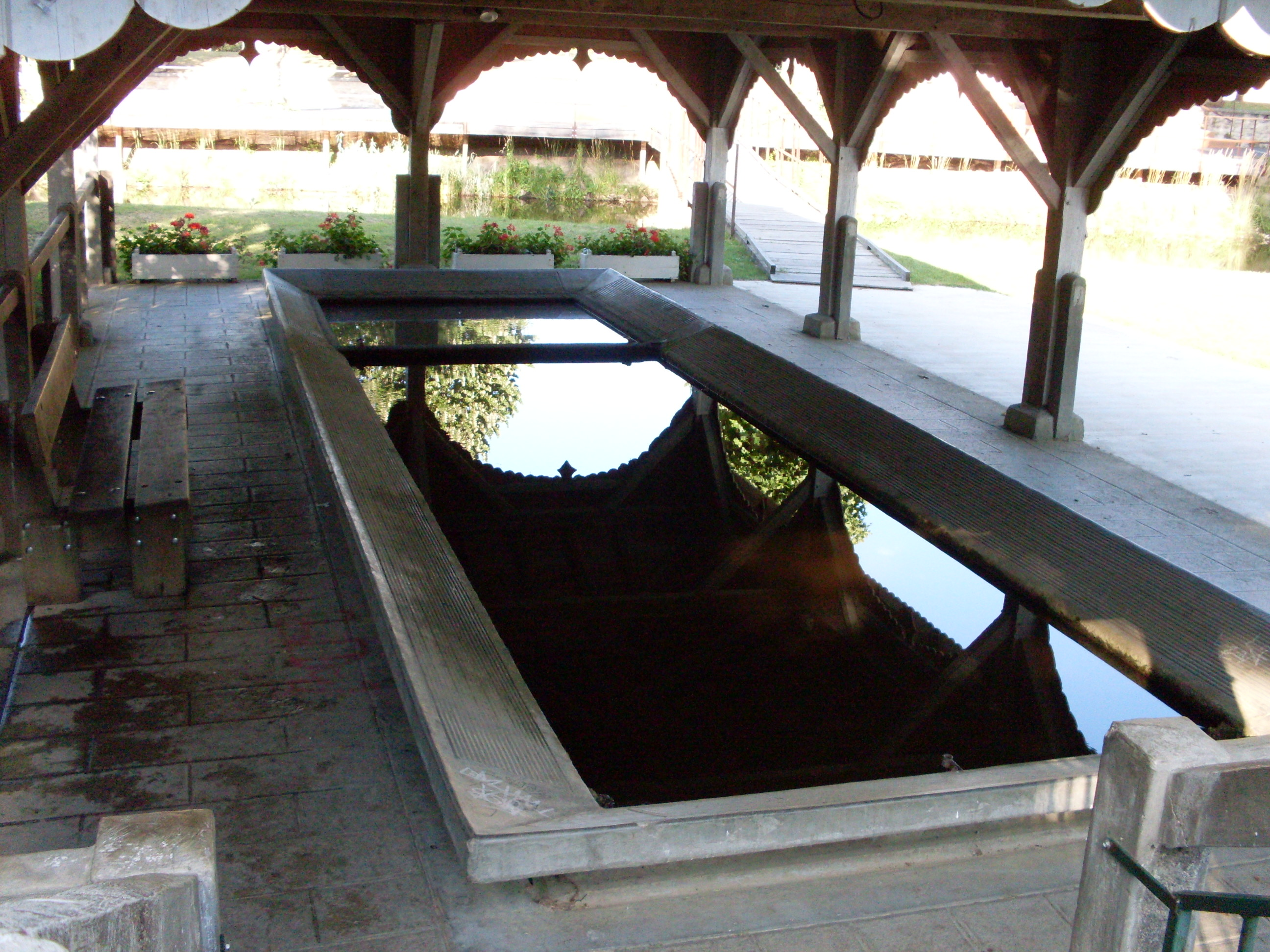
Le lavoir.

### Personnalités liées à la commune
- Jean-Louis Dubut de Laforest (1853 - 1902), écrivain et journaliste de la fin du XIXe siècle, est né dans le bourg de Saint-Pardoux-la-Rivière et est enterré dans son cimetière.
- Léon Sireyjol (1861-1942) est un homme politique décédé à Saint-Pardoux-la-Rivière.
- Étienne Rey (1879-1965), écrivain et auteur dramatique né à Saint-Pardoux-la-Rivière.
- Anne Lacaton (1955-), architecte, colauréate du Prix Pritzker 2021 avec son associé Jean-Philippe Vassal[76], est née à Saint-Pardoux-la-Rivière.
- Kito de Pavant (1961), de son vrai nom Christophe Fourcault de Pavant, est un navigateur né à Saint-Pardoux-la-Rivière.
- Élie Robert-Nicoud (1963-2023), connu comme écrivain sous le nom de plume de Louis Sanders, s'est installé à Saint-Pardoux-la-Rivière dans les années 1990 et y a ouvert un club de boxe local.

### Héraldique
| Blason de Saint-Pardoux-la-Rivière | Blason  | D'azur au pont de trois arches d'or sur une rivière ondée d'argent, sommé d'un léopard d'or. |
| Blason de Saint-Pardoux-la-Rivière | Détails | Armes parlantes. Le statut officiel du blason reste à déterminer.                            |

## Pour approfondir